# Божков Олександр Валерійович
Олександр Валерійович Божков (1988 , Жданов, Донецька область ) — український політик і продюсер. Народний депутат України ІХ скликання (з 2022 року).

## Біографія
Народився 1988 року в Маріуполі. Закінчив факультет міжнародних відносин Київського міжнародного університету (2011). Був виконавчим продюсером студії «Квартал 95», виконавчим продюсером Першого автомобільного каналу та продюсером проєктів на ТРК Україна.
На парламентських виборах 2019 року був кандидатом у народні депутати від партії «Слуга народу» (№ 141 у списку), однак обраний не був. На момент виборів був безпартійним
Після того, як народний депутат з фракції «Слуга народу» Микола Сольський пішов на посаду міністра аграрної політики та продовольства, Божков 14 квітня 2022 року прийняв присягу народного депутата.
Член Комітету з питань гуманітарної та інформаційної політики.
22 липня 2025 року голосував за закон 12414, що обмежує Національне антикорупційне бюро України та Спеціалізовану антикорупційну прокуратуру. Цей закон викликає значний резонанс в українському суспільстві.